# Irish Magno
Irish Magno (Janiuay, 27 luglio 1991) è una pugile filippina.

## Biografia
Nata nella municipalità di Janiuay, nella provincia di Iloilo, all'interno di una famiglia povera, è figlia del carpentiere Rodrigo Magno Jr. e della lavandaia Eva. Studia criminologia presso l'Università di Baguio.
Apertamente lesbica, è impegnata in una relazione con Erny Ann Micua.

## Carriera
Inizia a praticare lo sport del pugilato all'età di sedici anni, dopo essere stata individuata da un allenatore mentre assisteva a dei match amatoriali nella municipalità natia di Janiuay. Comincia quindi a partecipare a una serie di tornei a livello dilettantistico, prima di unirsi alla squadra di pugilato nazionale e di trasferirsi a Manila.
Conquista la sua prima medaglia internazionale ai Taipei Open 2012, dove ha l'occasione di accrescere la propria visibilità. Rappresenta poi il proprio Paese a diverse edizioni dei Giochi del Sud-est asiatico, fregiandosi del bronzo nei pesi gallo a Naypyidaw 2013 e dell'oro nei pesi mosca a Singapore 2015 e Manila 2019.
Il 26 agosto 2018 vola in Indonesia in occasione dei Giochi asiatici di Giacarta dove tuttavia si ferma già al suo primo incontro nei pesi gallo, sconfitta nettamente (5-0) ai sedicesimi dall'avversaria nordcoreana e futuro argento Pang.